# Sylwester Szostak
Sylwester Szostak (ur. 1947 w Piekoszowie) – polski urzędnik konsularny, konsul generalny RP w Grodnie (1997–2001) i Kijowie (2003–2010).

## Życiorys
Sylwester Szostak ukończył studia politologiczne Wydziału Dziennikarstwa i Nauk Politycznych Uniwersytetu Warszawskiego. Pracę magisterską napisał pod kierunkiem Remigiusza Bierzanka na temat nowej polityki wschodniej koalicji SPD-CDU-CSU. Był również słuchaczem Wydziału Geografii Studium Nauczycielskiego w Kielcach, zaś w latach 1979–1980 Podyplomowego Studium Służby Zagranicznej Wyższej Szkoły Nauk Społecznych przy KC PZPR, gdzie specjalizował się w kwestiach związanych z obywatelstwem. Napisał tam pracę dyplomową na temat niemieckiej przynależności państwowej.
W 1972 został stażystą w Ministerstwie Spraw Zagranicznych, gdzie, przechodząc kolejne awanse, dotarł do stanowiska radcy-ministra. W latach 1973–1977 w wydziale konsularnym Ambasady Polskiej w Bonn pełnił funkcję starszego referenta, a następnie attaché. W latach 1981–1986 był konsulem w Konsulacie Generalnym RP w Lipsku. W latach 1990–1995 pracował w Ambasadzie RP w Wiedniu jako I sekretarz, a następnie radca i kierownik Wydziału Konsularnego. Po powrocie w Departamencie Konsularnym i Wychodźstwa. W latach 1997–2001 pełnił funkcję Konsula Generalnego RP w Grodnie. Od 2003 do 2010 kierował Konsulatem Generalnym w Kijowie. Karierę zakończył jako konsul w Łucku.
Jest żonaty, ma dwóch synów. Zna rosyjski i niemiecki.

## Odznaczenia
- Srebrny Krzyż Zasługi
- Odznaka Honorowa Sybiraka
- Odznaka honorowa „Za zasługi dla Światowego Związku Żołnierzy Armii Krajowej”
- Order Uśmiechu (2000)[5]
- Medal Komisji Edukacji Narodowej (2001)